# Веланд
Веланд (енгл. River Welland) је река у Уједињеном Краљевству, у Енглеској. Дуга је 105 km. Протиче кроз Нортхемптоншир, Лестершир, Ратланд и Линколншир. Улива се у залив Вош, односно Северно море.